# 倍頻器
倍頻器（英語：Frequency multiplier），通常被使用在無線電接收器或無線電發射器，使輸出成為輸入訊號的頻率的預定倍數的多頻諧振電路。在實際應用時，單一倍頻器，通常應在4倍頻以下，超過4倍頻的應用時，則以多級方式串接多個倍頻電路。

## 倍頻應用在CPU
在Intel 80486早期以前的x86系列的CPU，內頻與外頻一致。自1992年的Intel 80486DX2開始，倍頻被應用在CPU上，至此CPU的運算效能開始與外頻脫鉤。

## 相關
- 頻率合成器（英语：Frequency synthesizer）
- 可變頻率振盪器（英语：Variable-frequency oscillator）（VFO）

## 外部連結
- Fractional N frequency synthesizer with modulation compensation U.S. Patent 4,686,488, Attenborough, C. (1987, August 11)
- Programmable fractional-N frequency synthesizer U.S. Patent 5,224,132, Bar-Giora Goldberg, (1993, June 29)

- "Frequency multiplier" - 搜索 Google 圖書
- "倍頻器" - 搜索 Google 圖書